# Pär Hansson (poet)
Pär Ove Hansson, född 13 mars 1970 i Vännäs i Västerbotten, är en svensk poet.

## Biografi
Pär Hanssons författarskap tog sin början i brevskrivande under utbildningen till norrlandsjägare på K4 i Arvidsjaur, som han själv kallar "en kritisk period". Inspiration till sin första bok Ruckel fick han under vistelser vid ödebruket Blåliden i norra delen av Degerfors socken, Vindelns kommun, Västerbotten i Västerbottens län. Han har sedan fortsatt att uppehålla sig i det västerbottniska landskapet och i "Motorsågsminne" finns även några dikter skrivna på hemortens dialekt.
Hansson har gett ut sex diktsamlingar och en roman. Han har belönats med flera priser, bland annat Norrlands litteraturpris, Guldprinsen och Nöjesguidens pris Bästa läsning.
Hansson har även jobbat med översättning, bland annat i arbetet med antologin Bágos báhkuj = Sánistat sátnái = Baakoste baakose = Ordagrant (2022) som han var en av redaktörerna för. Boken är en flerspråkig antologi om samisk litteratur med texter på bland annat svenska, nordsamiska, sydsamiska, lulesamiska, umesamiska och norska.
Utöver författandet har Hansson arbetat som lärare vid flera skrivarutbildningar, bland annat på Nordens folkhögskola Biskops-Arnö och Gotlands folkhögskola.

## Utmärkelser
- 2001 – Rörlingstipendiet
- 2001 – Göteborgs Stads författarstipendium
- 2009 – Stipendium ur Gerard Bonniers donationsfond
- 2013 – Norrlands litteraturpris
- 2016 – Kallebergerstipendiet
- 2024 – De Nios Vinterpris[7]